# Anthony Towns
Anthony Towns es un programador de ordenadores que fue durante mucho tiempo el administrador de lanzamientos de Debian, miembro del equipo ftpmaster y más tarde Líder del Proyecto Debian (DPL). Es el secretario de Linux Australia y ha sido un miembro activo de HUMBUG desde 1990 en su ciudad natal Brisbane, Queensland, donde reside desde 1990.
- Datos: Q3270875